# 砂拉越华人公会
砂拉越华人公会（简称：SCA）是马来西亚砂拉越州一个已不存在的华基政党。

## 历史
1962年7月，主要来自古晋和诗巫的受英文教育的华商成立砂拉越华人公会。按照半岛的马来亚华人公会模式，该党党籍只开放给砂拉越华裔。该党的成立是英殖民政府为制衡激进的人民联合党而扶持的，基本上代表砂州保守的诗巫福州人及古晋潮州人，但影响力一直远逊于人联党。
作为砂拉越联盟的成员党，该党在1964年全国大选中赢得3席，1969年全国大选中赢得2席，在1970州选中赢得4席。
1973年，随着人联党加入联盟，砂华公会失去其在联盟政府的代表性，根据联盟和人联党的协议，砂华公会正式解散，各级议员加入人联党。

## 选举成绩

### 全国大选
| 选举 | 赢得席位 | 状态     |
| ---- | -------- | -------- |
| 1964 | 3 / 159  | 执政联盟 |
| 1969 | 2 / 144  | 执政联盟 |

### 州议会选举
| 选举         | 赢得席位 |
| ------------ | -------- |
| 1970年砂拉越 | 4 / 48   |